# Frea maculicornis
Frea maculicornis es una especie de escarabajo longicornio del género Frea, tribu Ceroplesini, familia Cerambycidae. Fue descrita científicamente por Thomson en 1858.
Se distribuye por Angola, Camerún, Costa de Marfil, Gabón, Guinea, Kenia, República Centroafricana, República Democrática del Congo, República del Congo, Santo Tomé, Tanzania, Chad y Togo. La especie mide 12-18 milímetros de longitud. El período de vuelo ocurre en los meses de enero, mayo, junio, noviembre y diciembre. Se alimenta de plantas de las familias Fabaceae, Rubiaceae y Sapotaceae.